# 董鳳鳴
董鳳鳴(1986年4月25日-)，中國女子跆拳道運動員，浙江樂清人。

## 生涯
董鳳鳴於2000年起開始了跆拳道運動生涯，這一年她於浙江省溫州市體育學校接受訓練，龐海遠為她的教練。兩年後，她改到浙江省體育訓練二大隊參與訓練，教練是韓國平。再一年後，她轉至北京的體育大學附屬競技體校，教練為賀璐敏。2005年，她晉升至國家隊，教練盧秀棟。
事實上，董鳳鳴在2003年4月時已經奪得過全國錦標賽的女子63公斤級小項冠軍，當時她在決賽中反勝河北對手。同年的五城會，她代表溫州摘下跆拳道項目的女子63公斤級小項的金牌。隨後2006年9月，她與羅微、吳靜鈺、馮飛及王蒙利的組合在泰國曼谷舉行的團體賽世界杯中，在女子61公斤級小項的季軍賽以3:2擊敗瑞典，取得銅牌。之後在12月進行的多哈亞運，她在女子59公斤級小項被尼泊爾對手淘汰出局。